# 金元基 (国会議長)
金 元基（キム・ウォンギ、朝鮮語: 김원기、1937年2月16日 - ）は、大韓民国の政治家。第10・11、13・14、16・17代大韓民国国会議員、元国会議長。現・共に民主党常任顧問。
本貫は道康金氏。号は全山（チョンサン、朝鮮語: 전산）。井邑市長を務めた金生基は従弟。

## 生涯
1937年、全羅北道井邑郡にて誕生。1955年に全羅北道全州市全州高等学校を卒業。1960年に延世大学校政治外交学科を卒業。1960年に東亜日報の記者となった。
1979年12月の第10代総選挙にて新民党から立候補、当選。1981年の第11代総選挙では民主韓国党から再選。1985年の第12代総選挙では3位で落選。1987年に金大中が結成した平和民主党（平民党）に移籍、1988年の第13代総選挙で勝利。1992年の第14代総選挙では民主党から当選。この間、平民党院内総務や金大中平民党総裁の政治特別補佐官、民主党事務総長や主席副総裁を務めた。
1995年、金大中が新政治国民会議（国民会議）を結党すると、これを批判した。無所属での活動を試みるも、1996年の第15代総選挙で東橋洞系の尹鉄相に敗れた。その後、1997年の大統領選挙直前に盧武鉉、金正吉らとともに国民会議に入党した。1998年には長官級ポストである労使政委員会委員長に任命された。2000年の第16代総選挙では尹鉄相を退けて井邑市の新千年民主党候補に指名され、返り咲きを果たした。
2003年、親盧派が主流となって結成することになったウリ党の創党準備委員長を務めた。2004年の第17代総選挙ではウリ党から当選し、最多選議員となった。第17代国会では前半期国会議長を務めた。
第17代国会前半期の国会議長職を退任した以後、金大中政権以降の国会議長経験者の慣例により、第17代国会の任期満了と同時に政界を引退した。その後、ヨルリンウリ党から始まった新政治民主連合の分裂を経て、共に民主党までの親盧・親文性向の民主党系政党の常任顧問職に委嘱され、政界の元老としての役割を果たした。